# Renouveau charismatique
Ne doit pas être confondu avec le mouvement néo-charismatique
Le mouvement charismatique ou renouveau charismatique, réveil spirituel ou encore « néo-pentecôtisme », est un courant spirituel apparu en 1960 au sein des églises dites « traditionnelles » : l'Église épiscopale, Églises réformées, Églises luthériennes en 1960. Certaines églises évangéliques indépendantes ont également vu le jour. L'Église catholique a également été concernée vers 1967, ainsi que les Églises orthodoxes en 1971. Ce mouvement, qualifié de « deuxième vague », après le premier réveil pentecôtiste de 1901, entend redonner vigueur aux « dons spirituels (du Saint-Esprit) » ou charismes, suivant l'épisode de la Pentecôte rapporté par le Nouveau Testament. Le « parler en langues » (glossolalie) n'est plus l'unique preuve du baptême du Saint-Esprit, annoncé par Jésus. Les autres dons spirituels (guérison, prophétie, etc.) sont encouragés et sont également des manifestations de cette expérience. D'après le Pew Research Center, il y avait 305 millions de chrétiens charismatiques dans le monde en 2011, soit 14 % des chrétiens ou 4,4 % de la population mondiale.

## Confessions du mouvement
Le courant est appelé « mouvement charismatique » par les historiens, sociologues et par la majorité des protestants et chrétiens évangéliques.
Pour les catholiques, le mouvement est appelé « renouveau charismatique ».
L'expression « néo-pentecôtisme » est parfois utilisée, notamment en Amérique du Sud, pour désigner la mouvance charismatique et la distinguer du pentecôtisme proprement dit, qui lui est antérieur d'environ soixante années. Le sociologue des religions Jean-Paul Willaime considère cette appellation de néo-pentecôtisme comme peu appropriée.

## Historique

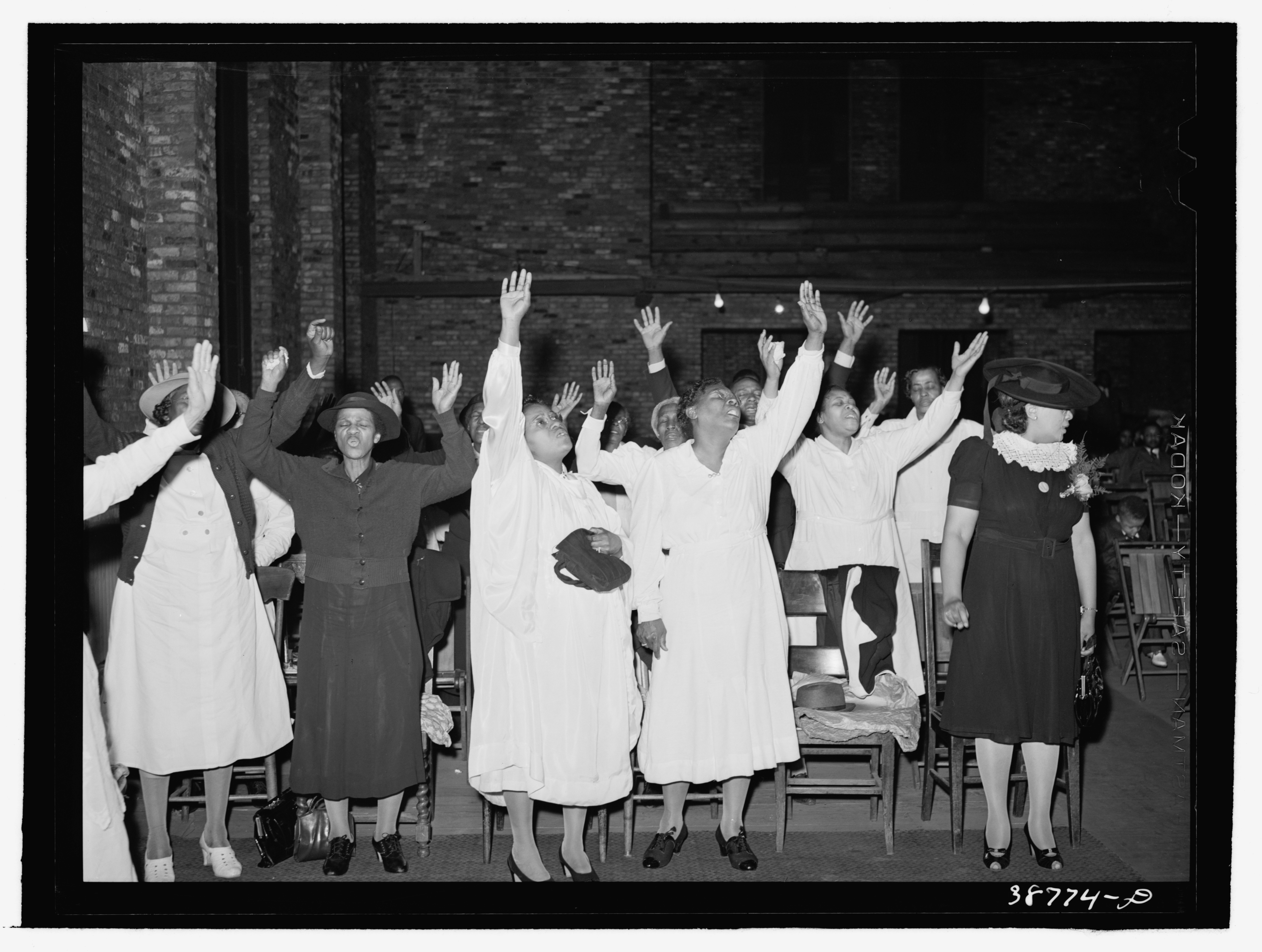
Chrétiennes pentecôtistes en prière en 1941.

Le pentecôtisme, nouvelle branche du christianisme insistant sur l'accueil de l'Esprit-Saint, s'était développé aux États-Unis à partir de 1900 (à Topeka puis à Los Angeles),. Ses manifestations spectaculaires (glossolalie, prophétie, guérisons, discernement, etc.) avaient assez vite provoqué des réactions de rejet de la part des autres Églises (protestantes ou catholiques).
C'est dans une église épiscopale à Van-Nuys, Los Angeles à Pâques 1960, que le mouvement charismatique fait son apparition,. Dans un sermon du 3 avril 1960, Dennis Bennett, pasteur épiscopalien déclare avoir vécu le baptême du Saint-Esprit avec « parler en langues ». Malgré cette expérience, il souhaite rester dans son Église. Il consacrera le reste de sa vie à propager son témoignage ainsi que cet enseignement dans les églises épiscopaliennes.
L'ouvrage du journaliste John Sherrill Ils parlent en d'autres langues (They Speak with Other Tongues), publié en 1964, décrit le phénomène de glossolalie en faisant appel notamment aux compétences de linguistes. 	
La série des ouvrages de Merlin Carothers sur la louange, et en particulier le premier, De la prison à la louange (Prison to praise, paru en 1970, ont eu un fort impact sur les charismatiques de toutes confessions. 
Ces ouvrages ont permis, sinon la diffusion du moins, la notoriété du mouvement et de ses manifestations aux États-Unis et dans certains autres pays, dans différentes confessions d'église.

## Le mouvement charismatique dans les autres Églises

### Dans les Églises protestantes
Après l'évènement de 1960 à Los Angeles, le mouvement fit son entrée dans plusieurs Églises protestantes (Église réformée ou Église luthérienne). Elles commencèrent à intégrer ces nouvelles pratiques spirituelles dans leur prière, notamment sous l'influence du pasteur pentecôtiste David du Plessis, originaire d'Afrique du Sud,.

### Dans les églises évangéliques
Le mouvement a contribué à la création de nombreuses Églises évangéliques indépendantes. En effet, certaines Églises évangéliques ont décidé de suivre les directions de ce mouvement et de prendre des distances de leurs conventions pentecôtistes. L'Église Calvary Chapel de Costa Mesa en Californie est l'une des premières congrégations évangéliques charismatiques en 1965. Au Royaume-Uni, l'Église Jesus Army, fondée en 1969, est un exemple de l'influence hors des États-Unis. Beaucoup d'autres congrégations ont ainsi été établies dans le reste du monde,.

### Dans l'Église catholique
C'est lors d'une retraite spirituelle du 17 au 19 février 1967, qu'une trentaine d'étudiants catholiques de l'université Duquesne, à Pittsburgh, reçurent le baptême dans le Saint-Esprit,. Cette université, à l'époque parmi les plus pauvres des États-Unis, a été fondée au XIXe siècle par les spiritains. Sa devise est : C'est l'Esprit qui donne la vie. Au cours de ces deux jours, la plupart d'entre eux affirment qu'ils font l'expérience de l'effusion de l'Esprit (ou baptême dans le Saint-Esprit). À la suite de cette expérience, des groupes de prière et des communautés commencent à essaimer dans l'Église catholique, aux États-Unis puis dans le reste du monde. Dans son livre qui rassemble de nombreux témoignages des étudiants, Patti Gallagher Mansfield, une des étudiantes, témoigne ainsi de cette expérience : « je me suis sentie submergée des pieds à la tête par une conscience profonde de l’amour de Dieu pour moi, personnellement… son amour miséricordieux. J’ai été particulièrement frappée par la folie de l’amour de Dieu. Il est tellement immérité, donné de façon si abondante. Il n’est rien, jamais, que vous et moi puissions faire pour le gagner ou le mériter. Il est donné gratuitement, généreusement, à la mesure de l’abondance de sa miséricorde. Notre Dieu est un Dieu d’amour. Il nous a créés par amour et nous a destinés à l’amour ». Elle cite également un de ses professeurs qui animait le week-end de Duquesne et qui raconta à ses amis : « Je n’ai pas besoin de croire en la Pentecôte : je l’ai vue ».
Le mouvement est accueilli plutôt favorablement par la hiérarchie catholique, intéressée par son dynamisme. Ainsi, le pape Paul VI ayant rappelé en 1973 que la « vie spirituelle des fidèles relève […] de la responsabilité pastorale active de chaque évêque dans son propre diocèse » accepte de recevoir un premier rassemblement des charismatiques en 1975 au cours d'une audience, demandant alors « comment le renouveau ne serait-il pas une chance pour l'Église et pour le monde ? »,. D'autre part, le même Paul VI demande à un proche collaborateur, le cardinal Suenens d'être le vis-à-vis entre l'Église catholique et cette mouvance encore difficile à cadrer.
De nombreuses communautés sont issues du mouvement, telles le Chemin-Neuf, La Communauté des Béatitudes, la Communauté de l'Emmanuel, la Communauté du Puits de Jacob, la Communauté du verbe de vie, Fondacio et quelques autres.

## Critiques du renouveau charismatique
Une grande partie des critiques s'est exprimée au cours des années 1990, alors que l'accroissement des communautés nécessitait une organisation, qui, en plusieurs lieux, ont conduit à des excès.

### Accusations de «faire jeu à part» dans l'Église
Les charismatiques, et en particulier les communautés charismatiques catholiques, ont été accusées dans plusieurs lieux de monter leurs propres structures ecclésiales, d'une part ; et de se mettre systématiquement en avant dans certains diocèses, d'autre part. Ainsi, elles reçoivent, selon leurs détracteurs, une attention proportionnellement trop importante des médias, des jeunes ou des évêques, qui les préfèreraient à des structures plus anciennes.
Certains évêques ont reconnu cette préférence, mais l'ont expliquée par une disponibilité plus grande des charismatiques aux missions ecclésiales, comme  Albert Decourtray à Lyon : « Quand je demande des aumôniers pour des hôpitaux, je ne trouve personne. Sauf les charismatiques ».

### Accusations de pratiques illégales ou sectaires (en France)
Plusieurs accusations de dérives sectaires ont été mises en avant. Notamment, le dico des sectes mentionne, outre notamment l’Opus Dei et les Focolari, les Béatitudes, le Buisson ardent et le Chemin neuf. Toutefois Annick Drogou n'y affirme pas que ces communautés sont sectaires : elle mentionne en note de bas de page que certaines obédiences religieuses « …même non sectaires en elles-mêmes, […] sont indispensables à la compréhension de la dérive sectaire qui prend naissance à partir d'elles ».
Les différents rapports de la MIVILUDES mentionnent rarement les communautés charismatiques. Les abus ayant eu lieu aux Béatitudes sont évoqués dans le rapport 2009 ; cependant, « Le ton de Jean-Michel Roulet reste prudent et Georges Fenech ne prononce ni l’expression “dérive sectaire”, ni l’expression “emprise mentale”, pourtant “consacrées” dans la rhétorique de la mission ».
C'est surtout en 2005 que la MIVILUDES a effectué un travail portant sur des activités de guérison. En soi, les prières de guérison, n'ayant pas de caractère d'intervention médicale (et donc ne tombant pas sous le coup de pratique illégale de la médecine), ne dérangent pas la MIVILUDES ; mais l'interdiction ou même la suggestion de ne pas recourir de manière complémentaire à des services médicaux nécessaire, en particulier quand il s'agit des enfants, fait l'objet d'une vigilance accrue.

### Accusations aux États-Unis
Au contraire de l'Évangile social, le renouveau charismatique serait proche de la théologie de la prospérité (1970-1980), et de certaines de ses dérives.

### Ouvrages de référence
- Patti Gallagher Mansfield, Comme une nouvelle Pentecôte, éditions des Béatitudes, coll. « Pneumathèque », 2016, édition augmentée spéciale jubilé d'or du renouveau (1967-2017) (ISBN 979-10-306-0027-8, présentation en ligne).

1. ↑  Page 56.
2. ↑  Page 54.

- Olivier Landron, Les Communautés nouvelles : Nouveaux visages du catholicisme français, éditions du Cerf, coll. « Histoire », 2004 (ISBN 978-2204073059, lire en ligne).

- Harvey Cox, Retour de Dieu : Voyage en pays pentecôtiste, Desclée de Brouwer, 1995, 296 p. (ISBN 978-2220036885, lire en ligne)

1. ↑  Page 145.

### Autres références
1. 1 2  Charles Baladier, « Charismatique (mouvement) », dans Encyclopædia Universalis, 2010.
2. ↑  (en) « Christian Movements and Denominations », sur pewforum.org, 19 décembre 2011 (consulté le 4 avril 2021).
3. ↑  Sébastien Fath et Jean-Paul Willaime, La nouvelle France protestante : essor et recomposition au XXIe siècle, France, Édition Labor et Fides, 2011, p. 149
4. ↑  « Qu'est-ce que le Renouveau charismatique catholique ? », International Catholic Charismatic Renewal Services, ? (consulté le 9 mars 2012).
5. 1 2  « Le mouvement charismatique », Dr Wilbert Kreiss, Église luthérienne du Québec, 3 janvier 2003 (consulté le 9 mars 2012).
6. ↑  Willaime 1999, p. 8-11.
7. ↑  « La naissance du Pentecôtisme moderne », Dons spirituels, ? (consulté le 8 février 2012).
8. ↑  (en) Cecil M. Robeck, The Azusa Street Mission and revival, Thomas Nelson Inc, 2006, 342 p. (ISBN 978-1418506247, lire en ligne)
9. ↑  Ekom Daké Trimua, Histoire du christianisme : quelques éléments, Cameroun, Éditions CLÉ, 2006, p. 187
10. ↑   (en) Bill J. Leonard et Jill Y. Crainshaw, Encyclopedia of Religious Controversies in the United States, vol. 1, USA, ABC-CLIO, 2013, p. 165
11. ↑  Jean Séguy, « Sherrill (John L.) They Speak with Other Tongues [compte-rendu] », Archives de Sciences Sociales des Religions, 211 (consulté le 16 février 2012).
12. ↑  (en) « Discerning the Charismatic Renewal »(Archive.org • Wikiwix • Archive.is • Google • Que faire ?), Theology Today, juillet 1982 (consulté le 8 février 2012).
13. ↑  (en) Randall Herbert Balmer, Encyclopedia of Evangelicalism, USA, Baylor University Press, 2004, p. 149
14. ↑  (en) Douglas A. Sweeney, The American Evangelical Story: A History of the Movement, USA, Baker Academic, 2005, p. 150-151
15. ↑  (en) Simon Cooper et Mike Farrant, Fire in Our Hearts: The Story of the Jesus Fellowship/Jesus Army, England, éd. Multiply Publications, 1997, p. 169
16. ↑  Serge Dewel, Mouvement charismatique & Pentecôtisme en Éthiopie. Identité & Religion, France, l'Harmattan, 2014, p. 21
17. ↑  Ed Stetzer,Understanding the Charismatic Movement, Christianity Today, USA, October 18, 2013
18. 1 2  Claire Lesegretain, « Comprendre le Renouveau charismatique », sur la-croix.com, 26 avril 2009 (consulté le 26 mai 2010).
19. ↑  (fr) Laurent Frölich, Les catholiques intransigeants en France, Broché, 2003,  (ISBN 978-2747516198), 406 pages ; « 2-§2 La spécificité charismatique », pages 93-94.
20. ↑  Patti Gallagher Mansfield (trad. de l'anglais), Comme une nouvelle Pentecôte : Édition augmentée spéciale Jubilé d'or du Renouveau Charismatique Catholique (1967-2017), Nouan-le-Fuzelier, Éditions des Béatitudes, 2016, 368 p. (ISBN 979-10-306-0027-8, présentation en ligne), p. 100
21. ↑  « DISCOURS DU PAPE PAUL VI AUX PARTICIPANTS AU IIIème CONGRÈS INTERNATIONAL DU RENOUVEAU CHARISMATIQUE CATHOLIQUE », Saint-Siège, 19 mai 1975 (consulté le 8 février 2012).
22. ↑  « L'Église catholique face à l'extraordinaire chrétien depuis Vatican II, thèse de Justine Louis à l'université Lyon 3 », sur paroisse.aixlesbains.free.fr, Université Lyon 3, 2007 (consulté le 15 février 2012), p. 222.
23. ↑  CCMM, Dico des sectes, Annick Drogou, Milan édition, 1998,  (ISBN 978-2841137121).
24. ↑  2003, 2004, 2005, 2006, 2007, le rapport 2008 mis en ligne est une erreur, 2009,
25. ↑  « L'affaire de la communauté des Béatitudes »(Archive.org • Wikiwix • Archive.is • Google • Que faire ?), CICNS, novembre 2011 (consulté le 10 février 2012).